# Amphiplatys
Amphiplatys là một chi bọ cánh cứng trong họ 
Elateridae.
Chi này được miêu tả khoa học năm 1877 bởi Sharp.

## Các loài
Chi này có các loài:
- Amphiplatys lawsoni Sharp, 1877